# Zgornja Lipnica
Zgornja Lipnica este o localitate din comuna Radovljica, Slovenia, cu o populație de 152 de locuitori.